# Salaspils
Salaspils (autrefois Kirchholm) est une ville lettone, par ailleurs, chef-lieu administratif de la municipalité de Salaspils. La ville est située sur la Daugava à 18 kilomètres au sud-est de Riga.

## Histoire
Salaspils est l'un des plus anciens lieux habités de Lettonie. Les fouilles archéologiques réalisées de 1964 à 1975 lors de l'aménagement de la centrale hydroélectrique de Riga sur d'anciens sites habités, cimetières et mottes castrales mettent en évidence une importante densité de population dans la région. Il y a onze mille ans, des chasseurs de rennes y ont édifié leur campement – il s'agit de la plus anciennes implantation humaine connue à ce jour dans tout le pays. Ont également été trouvés des restes de chasseurs baltes enchâssés dans des troncs de chêne et datés d'environ 3500 ans. Il a été mis en évidence que les peuples baltes et lives ont édifié tous deux des mottes castrales dans la région.
À la fin du XIIe siècle, des chevaliers teutoniques et marchands germaniques traversent la Dvina et établissent des missions parmi les colonies lives. Un important village live au bord de la Dvina (Daugava) eut son église dès 1186, en l'occurrence la petite île de Mārtiņsala, fondée sous le nom de Kirchholm en allemand. Ainsi débuta la christianisation et la soumission progressive des tribus lives. En 1206, le chef live Ako mena, sans succès, la première révolte contre les colons germaniques.
Le nom Salaspils, château insulaire en letton, provient vraisemblablement du château de l'île de Mārtiņsala. Ce nom, ainsi que le nom allemand Kirchholm étaient utilisés également pour qualifier le territoire correspondant de la rive nord de la Daugava.
En 1380, l'Ordre Livonien édifia le château de Salaspils (Neu-Kirchholm) et l'église saint-Georges sur la rive. Le château était un soutien important à l'extérieur de Riga et un village se développa à ses côtés. En 1577, pendant la guerre de Livonie, à la fois le château et le village ont été détruits.
En 1605, le village fut le théâtre de la bataille de Kircholm durant laquelle les armées de Pologne-Lituanie ont vaincu l'armée suédoise pourtant dotée d'effectifs supérieurs. Il s'agit de la plus importante bataille la (en) guerre polono-suédoise. Elle s'est déroulée à proximité de l'église saint-Georges et environ neuf mille soldats suédois y ont été enterrés. Deux stèles commémorent à Salaspils, ce qui fut l'une des plus grandes batailles de l'Europe du XVIIe siècle. La région passe ensuite sous administration impériale russe du début du XVIIIe siècle jusqu'à théoriquement la révolution de 1917, mais en fait elle est sous occupation allemande dès 1915, avant de sombrer dans les troubles de la guerre civile après la Première Guerre mondiale.
Du XVIIe siècle au XIXe siècle, les alentours de Kirchholm (son nom officiel à l'époque) étaient administrés par le château domanial et celui de Kurtenhof. Le premier était situé près de l'ancien château de l'ordre livonien et faisait partie de Riga depuis 1630, le second était situé à l'endroit de l'actuelle rue Līvzemes à Salaspils.
La ligne ferroviaire Riga – Dünaburg a été ouverte en 1861 et le nouveau centre de la ville s'est développé autour de la gare, en face du domaine de Kurtenhof. Dans la seconde partie du XIXe siècle, le territoire de Kirchholm accueillait des camps de manœuvres chaque été et une église orthodoxe a été bâtie dans l'une des garnisons de l'Armée impériale russe. Pendant la Première Guerre mondiale, la ligne de front est passée par la ville pendant deux ans et beaucoup de bâtiments et de fermes ont été détruits, tout particulièrement le long de la rivière. Les batailles de Nāves Sala et Mazā Jugla se sont déroulées à proximité.
Pendant la première république lettone, il y avait trois paroisses dans le territoire de Salaspils : Stopiņi, Salaspils (Ķesterciems) et Dole. L'Armée rouge envahit la région en septembre 1939 selon les accords du pacte Ribbentrop-Molotov.
Les Allemands envahissent la région à leur tour à l'été 1941 et font construire le camp de concentration de Kurtenhof, ou camp de Salaspils, qui extermina nombre de Juifs et de Slaves. La population lettone de la ville est alors partagée en ces temps de guerre entre le soutien aux soviétiques au début, puis se range du côté des Allemands. Au retour des Soviétiques qui chassent les Allemands à la fin de l'été 1944, les règlements de compte divisent la population. La ville fait partie de la république socialiste soviétique de Lettonie, jusqu'à l'indépendance du pays.

## Jumelages
| Ville | Ville        | Pays | Pays      |
| ----- | ------------ | ---- | --------- |
|       | Dzierzgoń    |      | Pologne   |
|       | Finspång     |      | Suède     |
|       | Finsterwalde |      | Allemagne |

## Sources
- (en) Cet article est partiellement ou en totalité issu de l’article de Wikipédia en anglais intitulé « Salaspils » (voir la liste des auteurs).